# Jorge Herrera Caldera
Pour les articles homonymes, voir Caldera.
Jorge Herrera Caldera, né le 8 janvier 1963 à Durango, est un homme politique mexicain, membre du Parti révolutionnaire institutionnel. Il est gouverneur de l'État de Durango du 15 septembre 2010 au 15 septembre 2016,.